# Arnold Adolf Bentinck

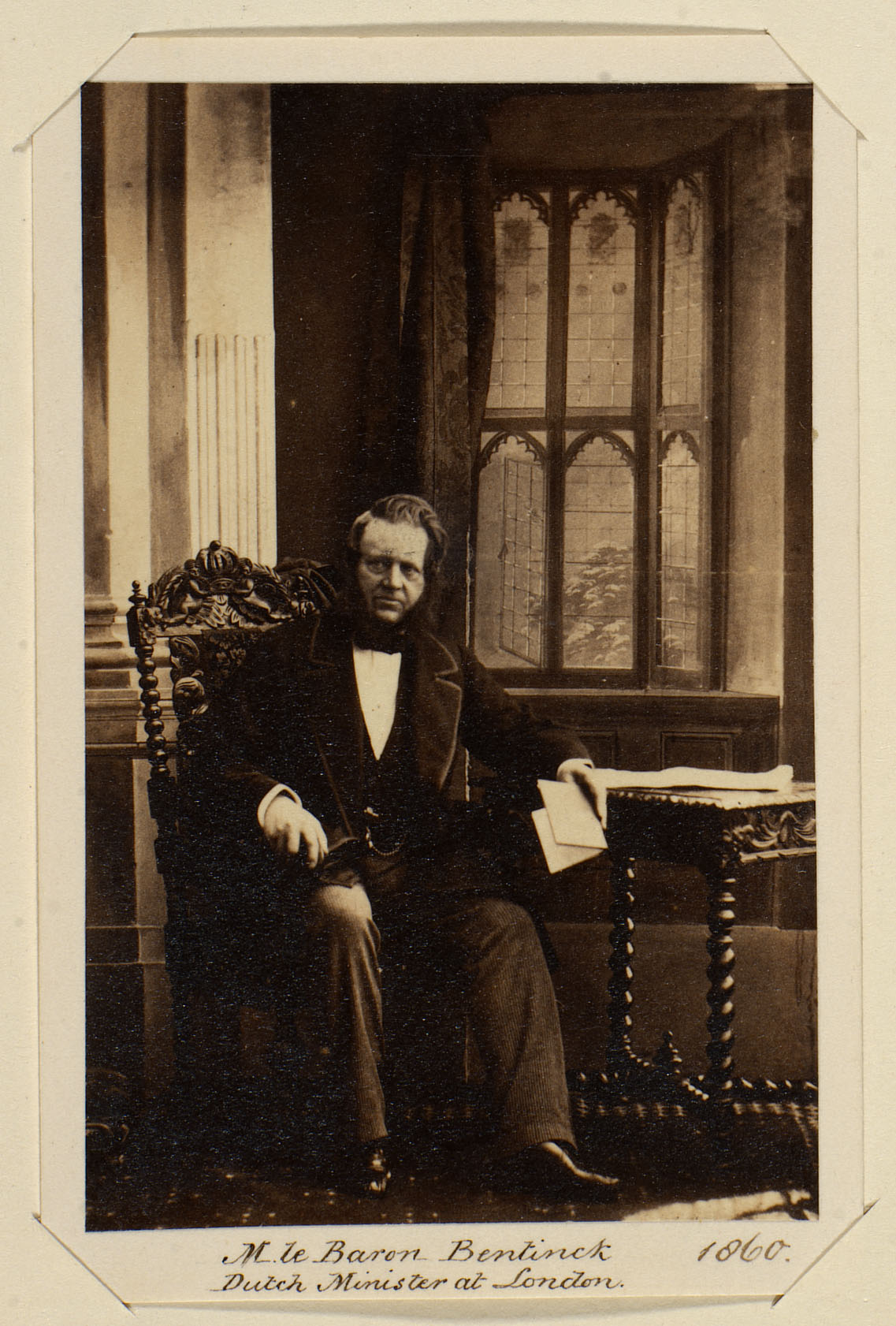
Arnold Adolf Bentinck van Nijenhuis (1860)

Arnold Adolf baron Bentinck (van Nijenhuis) (Heino, 17 april 1798 – Londen, 2 maart 1868) was een Nederlands diplomaat, gezant en minister van Buitenlandse Zaken.

## Biografie
Arnold Adolf werd geboren te Heino als zoon van Adolf Carel Bentinck. Hij studeerde Romeins en hedendaags recht aan de Hogeschool te Leiden, waar hij promoveerde op dissertatie.
Bentinck fungeerde als diplomaat en gezant in Brussel, en werd na het aftreden van Gerrit Schimmelpenninck tijdelijk minister van Buitenlandse Zaken. Later werd hij ambassadeur in Londen.